# Mszana Dolna
Mszana Dolna est une ville de Pologne, située dans le sud du pays, dans la voïvodie de Petite-Pologne. Elle constitue une gmina urbaine du powiat de Limanowa.